# دهستان سمجونگ
دهستان سمجونگ (به لاتین: Semjong Gewog) یک دهستان در کشور بوتان است که در ناحیهٔ تسیرنگ واقع شده‌است.